# نورمن کاتلین
نورمن کاتلین (انگلیسی: Norman Catlin; ۸ ژانویهٔ ۱۹۱۸ – ۲۲ مهٔ ۱۹۴۱) بازیکن فوتبال اهل بریتانیا بود.
از باشگاه‌هایی که در آن بازی کرده‌است می‌توان به باشگاه فوتبال ساوت‌همپتون اشاره کرد.
وی همچنین در تیم ملی فوتبال England Schoolboys بازی کرده‌است.